# قوری موکا

مراحل درست شدن قهوه در قوری قهوه‌ساز اسپرسو

قوری قهوه‌ساز اسپرسو، قوری موکا یا موکاپات یا موکوپات یا موکا اکسپرس نوعی ماشین قهوه‌ساز است که با گذراندن آب بسیار داغ و تحت فشار با بخار از میان قهوه آسیاب شده، تولید نوشیدنی قهوه می‌نماید. این نوع قوری نخستین بار در سال ۱۹۳۳ توسط لوئیجی دو پونتی و برای شرکت ایتالیایی آلفونسو بیالتی منحصراً به ثبت رسید. صنایع بیالتی این نوع قهوه‌ساز را تحت نام موکا اسپرسو تولید و روانه بازار کرد.
برای استفاده از این ماشین به یک وسیله حرارتی مثل اجاق گازی یا اجاق برقی یا هر وسیله ای که حرارت کافی داشته باشد نیاز است که مراحل تولید قهوه با استفاده از انرژی حرارتی این وسایل حرارتی تولید می‌گردد.
موکا اسپرسو بیشتر در کشورهای آمریکای لاتین و اروپایی مورد استفاده قرار می‌گیرد. این قهوه ساز به عنوان یک طرح شمایلی در هنر صنایع مدرن و موزه‌های مربوط به طراحی و مدل‌های سه بعدی مورد توجه قرار گرفته‌ است. به گفته برخی طراحان و فعالان در این زمینه قوری موکاپات هشت وجهی از سایر طرح‌های دایره‌ای وجه تمایز دارد.
قوری قهوه‌ساز اسپرسو در اندازه‌های مختلف تولید شده‌ است و از یک تا هجده نفره آن موجود است. مدل‌های نخستین و حتی کنونی آن بیشتر از جنس آلومینیوم با دسته باکلیتی می‌باشند.

## وجه تسمیه
بندر مخا در سده‌های ۱۵ تا ۱۷ میلادی بازار اصلی فروش قهوه در جهان بود و نام «قهوه موکا» نیز از نام همین شهر گرفته شده‌ است.

## اجزاء
یک قوری قهوه‌ساز اسپرسو از سه بخش اصلی تشکیل شده‌است:
1. محفظه نگهدارنده آب: این محفظه که در بخش زیرین قرار دارد، وظیفه نگهداری آب را بر عهده دارد. آب در این ظرف داغ شده و با فشار به سمت سبد قهوه رانده می‌شود.
2. سبد قهوه: این محفظه دارای دو بخش می‌باشد، یکی محفظه دایره‌ای شکل که قهوه آسیاب شده را درون آن می‌ریزند و دوم لوله‌ای متصل به محفظه سبد که در زیر آن جای دارد. این لوله در هنگام بسته شدن کامل قهوه‌ساز، درون آب درون محفظه نگهدارنده آب فرومی‌رود.
3. ظرف فراورده این ظرف که در بالای سیستم جای می‌گیرد و دارای یک دسته نیز می‌باشد وظیفه نگهداری نوشیدنی قهوه تولید شده را بر عهده دارد. در کف این ظرف فیلتری موجود است که دقیقاً در بالای سبد قهوه قرار می‌گیرد. میانه این ظرف لوله‌ای است که نوشیدنی تولید شده از آن گذر کرده و نهایتاً درون ظرف سر ریز می‌شود.

## نگارخانه

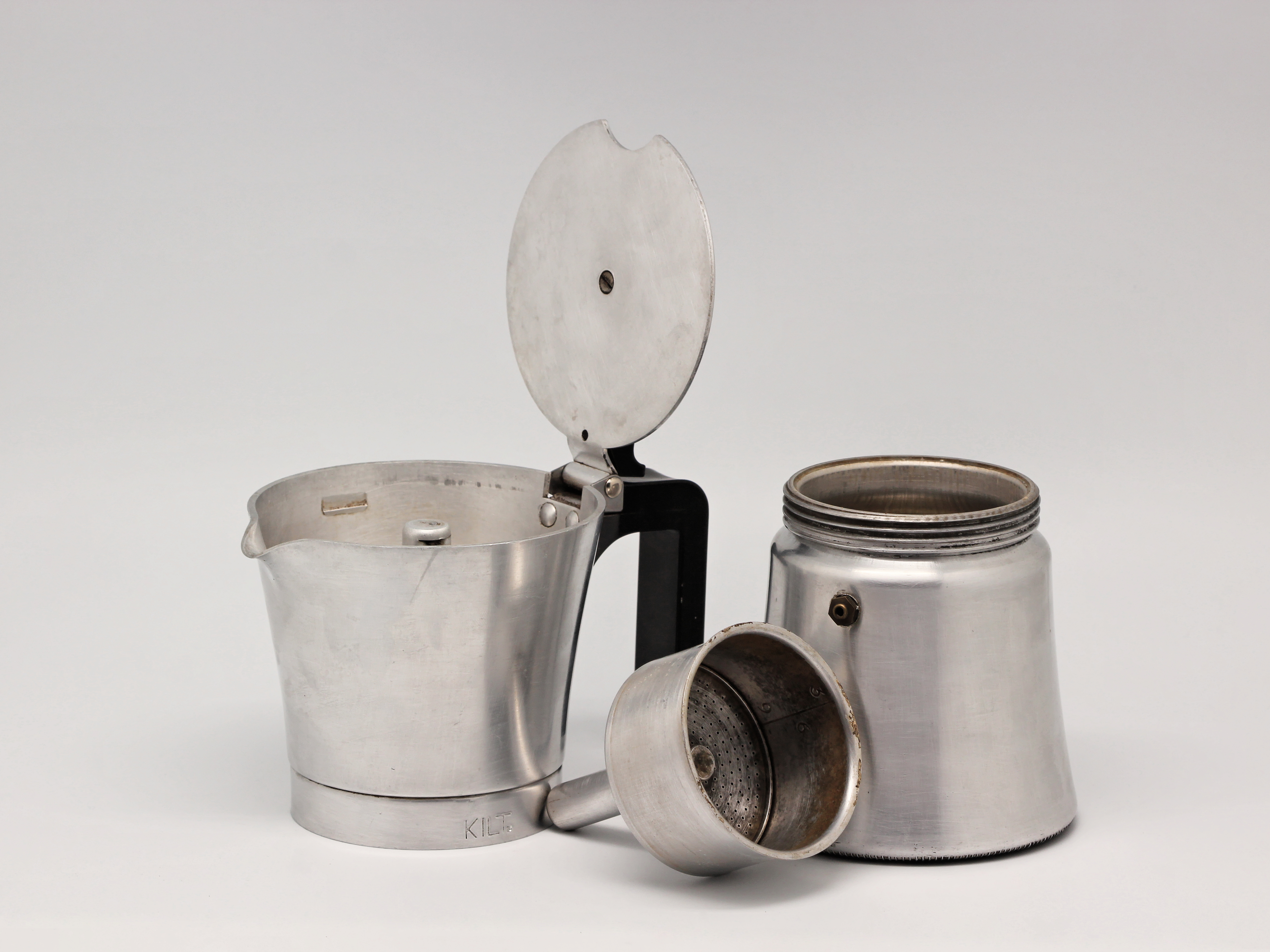
اجزاء جداشدنی دستگاه
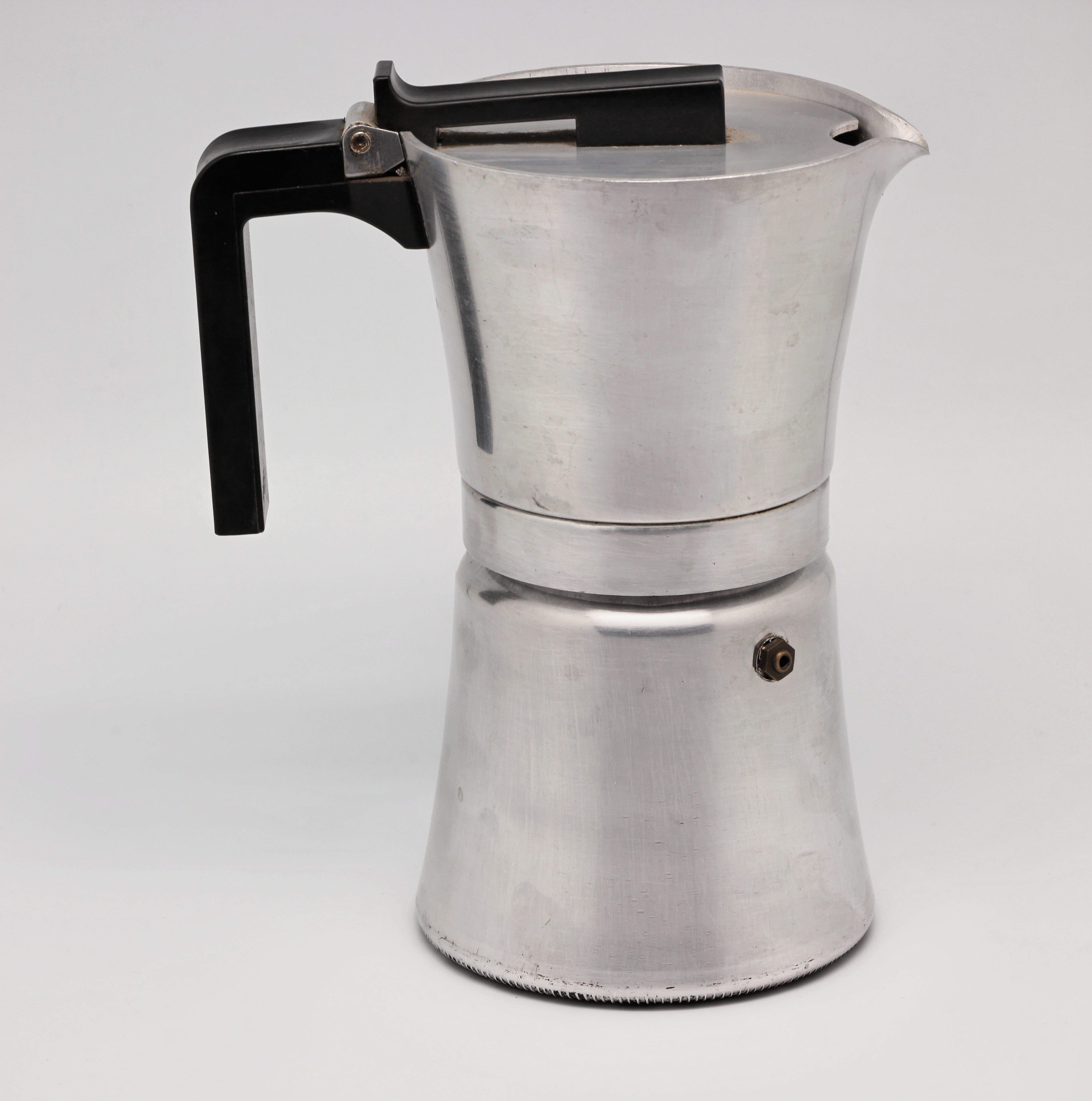
نمای کامل یک قوری قهوه‌ساز اسپرسو
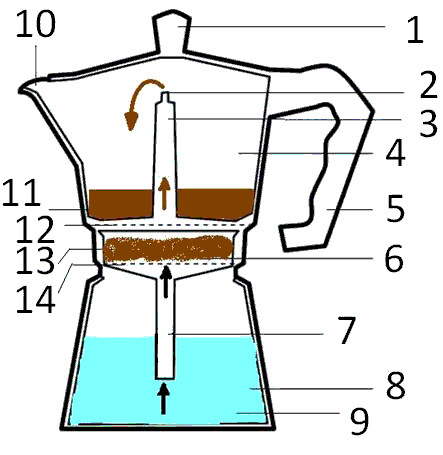
۱:دستگیره سرپوش ظرف فراورده ۲:منفذ لوله ظرف فراورده که نوشیدنی قهوه از آن فوران می‌کند. ۳: لوله ظرف فراورده برای هدایت قهوه تولید شده به ظرف فراورده ۴: ظرف فراورده ۵: دسته ظرف فراورده ۶: قهوه موجود در سبد قهوه ۷: لوله زیرین سبد قهوه که آب داغ را به بالا هدایت می‌کند. ۸: آب ۹: محفظه نگهدارنده آب ۱۰: خروجی نوشیدنی حاصل شده برای ریختن در فنجان پذیرایی ۱۱: نوشیدنی قهوه تولید شده که در ظرف فراورده انباشته شده‌است. ۱۲: سوراخ‌ها یا فیلتر زیر ظرف فراورده که ترکیب آب و قهوه از درون آنها به ظرف فراورده هدایت می‌گردد. ۱۳: سبد قهوه محل قرار گرفتن قهوه آسیای شده (پودر قهوه) ۱۴:منافذ ریز کف سبد قهوه که آب داغ از دورن آنها روی گرد قهوه پمپاژ می‌شود